# Élections législatives luxembourgeoises de 1863
Les élections législatives de 1863 ont eu lieu au scrutin indirect le 9 juin 1863 afin de renouveler seize des trente-et-un membres de l'Assemblée des États. 

## Composition de l'Assemblée des États
| Circonscription | Sièges | Députés                   |
| --------------- | ------ | ------------------------- |
| Capellen        | 2      | Norbert Metz              |
| Capellen        | 2      | Jules Metz                |
| Clervaux        | 2      | Jean-Pierre Toutsch       |
| Clervaux        | 2      | Jean-Pierre Arens         |
| Diekirch        | 3      | Félix de Blochausen       |
| Diekirch        | 3      | Joseph Tschiderer         |
| Diekirch        | 3      | François-Ernest Vannérus  |
| Grevenmacher    | 3      | Michel Fohl               |
| Grevenmacher    | 3      | Jean-Pierre Klein         |
| Grevenmacher    | 3      | Jean-Pierre André         |
| Luxembourg      | 3      | Théodore Pescatore        |
| Luxembourg      | 3      | Auguste Fischer           |
| Luxembourg      | 3      | Charles-Théodore André    |
| Redange         | 2      | François Kellen           |
| Redange         | 2      | Rénilde-Guillaume Jacques |
| Vianden         | 1      | Jacques Sinner            |